# Gretsch White Falcon
De Gretsch White Falcon, ook wel de White Falcon genoemd, is een semiakoestische gitaar van het Amerikaanse merk Gretsch, die in 1955 voor het eerst geproduceerd werd. Typerend is de witte kleur met de goudkleurige hardware en een valk die op de slagplaat is afgebeeld. Nadat in 1980 de productie van de White Falcon voor zestien jaar werd stilgelegd, nam de populariteit van de gitaar in de jaren negentig weer toe. Zo gebruikte John Frusciante een White Falcon voor de videoclip van het nummer "Californication" van Red Hot Chili Peppers in 1999. Gitarist Billy Duffy van de band the Cult speelt ook vaak op een White Falcon. 
Het ontwerp heeft in de loop der jaren enkele aanpassingen gehad en er zijn meerdere variaties van op de markt. De jaren ‘50 modellen waren uitgevoerd met een enkele positieholte in Venetiaanse stijl (afgerond). Vanaf 1960 werden ze net als alle andere Gretsch hollow-bodies met een dubbele Venetiaanse positieholte uitgevoerd. Anno 2020 zijn beide klankkastvormen in productie. De vormgeving van de kop van de gitaar is anders dan bij de andere hollowbodymodellen van Gretsch. Ook hadden ze tijdens de hoogtijdagen van Gretsch (1955-1967) en ook nog tot de jaren 1970 een met drukknopen bevestigd kussen op de achterzijde. De DeArmond Dynasonic elementen werden in 1958 vervangen door Filtertrons (humbuckers met een lage impedantie en daardoor een helderder geluid dan de PAF-humbuckers van Gibson). Normaliter zijn White Falcons hollowbody-gitaren. Maar er zijn ook semihollowbody-varianten met een massief centerblock. Hoewel de body-vorm overeenkomt met andere hollowbodies van Gretsch hebben de Falcons een andere vormgeving voor de kop dan andere modellen. Alleen de semi-massieve Penguin serie heeft dezelfde kop.

## Trivia
- Een zwarte uitvoering van deze gitaar heet de Black Falcon. Ook zijn er gelimiteerde Falcons in andere kleuren zoals de Blue Falcon
- Ook van de semi-massieve Gretschgitaren (Duo Jet en daaraan verwante modellen) werd een luxe uitvoering in wit, met gouden hardware en de luxe vormgegeven kop gemaakte. Deze staat bekend als de White Penguin.